# Tiroteios em Toulouse e Montauban em 2012
Os tiroteios de Toulouse e Montauban foram uma série de ataques terroristas islâmicos cometidos por Mohammed Merah [en] em março de 2012 nas cidades de Montauban e Toulouse, na região de Midi-Pyrénées, França. Ele teve como alvos soldados do Exército Francês e crianças e professores de uma escola judaica. Ao todo, sete pessoas foram mortas e onze ficaram feridas.
Merah, um criminoso francês de 23 anos de origem argelina, nascido e criado em Toulouse, iniciou sua onda de assassinatos em 11 de março, matando um paraquedista do Exército Francês fora de serviço em Toulouse. Em 15 de março, ele assassinou dois soldados franceses uniformizados fora de serviço e feriu gravemente outro em Montauban. Em 19 de março, ele abriu fogo na escola judaica Ozar Hatorah em Toulouse, matando um rabino e três crianças, além de ferir outras quatro pessoas. Após os ataques, a França elevou o nível de alerta do sistema antiterrorismo Vigipirate [en] ao máximo na região de Midi-Pyrénées e nos departamentos vizinhos.
Merah, que filmou seus ataques com uma câmera corporal, declarou lealdade à Al-Qaeda. Ele afirmou ter realizado os ataques devido à participação da França na Guerra no Afeganistão e à proibição de véus islâmicos [en], justificando o ataque à escola judaica porque "os judeus matam nossos irmãos e irmãs na Palestina". Ele foi morto em 22 de março por uma unidade tática policial após um cerco de 30 horas em seu apartamento alugado, durante o qual feriu seis policiais. Seu irmão e outro homem foram posteriormente condenados por participação em uma "conspiração terrorista" relacionada aos ataques, que foram condenados pelo Conselho Francês da Fé Muçulmana, pelas Nações Unidas e por diversos governos ao redor do mundo.

## Histórico do atirador
Segundo um de seus irmãos, sem relação com suas atividades criminosas, Merah e seus irmãos foram criados em um "ambiente de racismo e ódio" em sua família muçulmana, liderada apenas por sua mãe após o pai abandonar a família quando Merah era jovem. Eles viviam em um bairro pobre de Toulouse. Investigadores franceses acreditam que Merah se voltou para o Salafismo após ser preso ainda jovem por crimes menores; ele teria se radicalizado ainda mais após duas viagens ao Afeganistão e ao Paquistão.
Merah tentou se alistar no Exército Francês, mas foi rejeitado devido a suas condenações criminais. Algumas fontes apontaram conexões da família de Merah (por meio do segundo casamento de sua mãe) com um homem alinhado ao grupo terrorista Al-Qaeda. Também foi relatado que Merah tinha histórico de problemas psicológicos, que foram considerados fatores nos atentados.
Merah se autoproclamava mujahid e afirmava ter laços com a Al-Qaeda, mas as autoridades francesas não encontraram evidências disso e negaram sua alegação.
O presidente Nicolas Sarkozy descreveu o ataque como um caso isolado. A investigação policial revelou que Merah fez mais de 1.800 ligações para mais de 180 contatos em 20 países diferentes, além de várias viagens ao Oriente Médio e ao Afeganistão, sugerindo que ele poderia estar em contato com outros sobre os ataques planejados.

## Ataques
A polícia identificou Mohammed Merah como o autor dos disparos. As autoridades determinaram que ele usou a mesma arma em todos os ataques: uma pistola calibre .45, além de uma pistola 9mm. Em todos os três ataques, testemunhas relataram que o atirador, usando capacete, chegou e fugiu na mesma motocicleta, que foi identificada como roubada.

### 11 de março: Paraquedista em Toulouse
Em 11 de março, o sargento Imad Ibn-Ziaten, um paraquedista franco-marroquino de 30 anos do 1º Regimento de Logística Paraquedista (1er Régiment du train parachutiste), que estava fora de serviço, foi morto com um tiro à queima-roupa na cabeça em frente a uma escola secundária no sudeste de Toulouse. Ibn-Ziaten aguardava um encontro com alguém que demonstrou interesse em comprar uma motocicleta dele. A polícia suspeitou que o atirador marcou o encontro com a intenção de atacar o paraquedista. O autor do crime foi descrito como um homem usando capacete e pilotando uma motocicleta.
A família de Ibn-Ziaten enterrou-o em sua cidade natal, M'diq, no Marrocos.

### 15 de março: Três paraquedistas em Montauban
Na quinta-feira, 15 de março, por volta das 14h, dois soldados uniformizados, o cabo Abdel Chennouf, de 25 anos, e o soldado Mohamed Legouad, de 23 anos, foram mortos a tiros, e um terceiro, Loïc Liber, de 27 anos, ficou gravemente ferido (e tornou-se tetraplégico) enquanto os três retiravam dinheiro em um caixa eletrônico fora de um centro comercial em Montauban, cerca de 50 km ao norte de Toulouse. Eles pertenciam ao 17º Regimento de Engenharia Paraquedista (17e Régiment du génie parachutiste), cujas instalações ficam próximas à cidade. Câmeras de segurança mostraram o atirador pilotando uma motocicleta maxi-scooter potente e usando um capacete preto. Durante o ataque, o atirador teria empurrado uma idosa que aguardava para sacar dinheiro no caixa eletrônico.

### 19 de março: Escola Ozar Hatorah em Toulouse

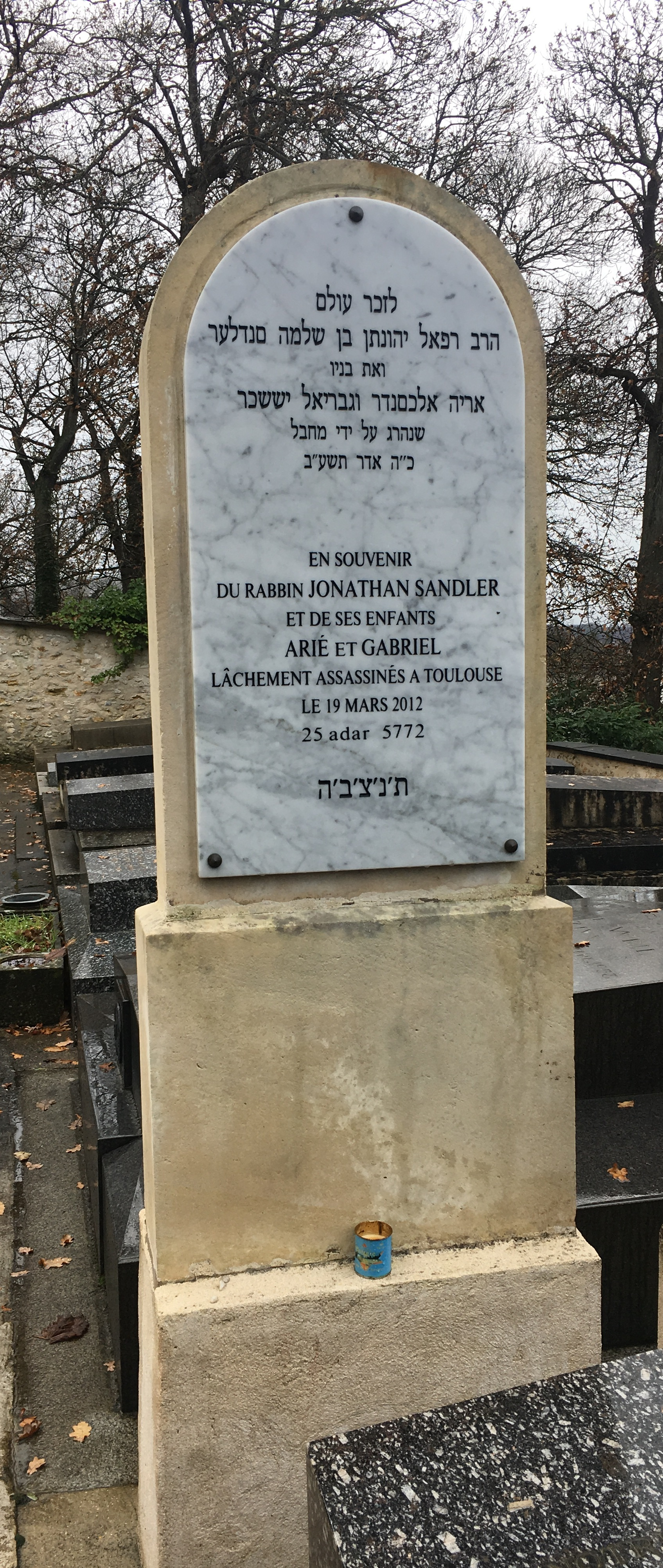
Placa em memória de Jonathan, Arié e Gabriel Sandler no cemitério judaico de Versailles.

A escola Ozar Hatorah em Toulouse faz parte de uma rede nacional com pelo menos vinte escolas judaicas em toda a França. Ela atende principalmente crianças de origem Sefardita, do Oriente Médio e do Norte da África, que, junto com seus pais, representam a maioria dos imigrantes judeus na França desde o final do século XX. A escola é um colégio de ensino fundamental e médio, com a maioria dos alunos entre 11 e 17 anos. Também funciona como um ponto de transporte para outras escolas, com muitos pais levando seus filhos menores à Ozar Hatorah para embarcarem em ônibus que os levam a outras instituições da região.
Por volta das 8h do dia 19 de março, um homem chegou à escola Ozar Hatorah em uma motocicleta Yamaha TMAX [en]. Ao descer, ele abriu fogo imediatamente em direção ao pátio da escola. A primeira vítima foi Jonathan Sandler, um rabino e professor de 30 anos, que foi baleado fora dos portões da escola enquanto tentava proteger seus dois filhos pequenos do atirador. O atirador também baleou os dois meninos, Arié, de 5 anos, e Gabriel, de 3 anos, antes de entrar no pátio da escola, perseguindo pessoas para dentro do prédio.
No interior, ele disparou contra funcionários, pais e alunos. Perseguiu Myriam Monsonego, de 8 anos, filha da diretora da escola, até o pátio, segurando-a pelos cabelos e levantando uma arma para atirar. A arma falhou nesse momento. Ele trocou de arma, passando de uma pistola 9mm para uma pistola calibre .45, e atirou na menina na têmpora, à queima-roupa. Bryan Bijaoui, um jovem de 17 anos, também foi baleado e gravemente ferido. O atirador recuperou sua motocicleta e fugiu.
O governo aumentou a segurança e elevou os alertas de terrorismo ao nível mais alto na região de Midi-Pyrénées após o tiroteio na escola de Toulouse. Embora muitas instituições judaicas já contassem com proteção contínua, o governo também fechou o tráfego em ruas com instituições judaicas para reforçar a segurança. As campanhas eleitorais foram suspensas, e o presidente Nicolas Sarkozy, assim como outros candidatos nas eleições presidenciais de 2012, viajaram imediatamente para Toulouse e para a escola. Sarkozy decretou um minuto de silêncio em todas as escolas do país no dia seguinte.

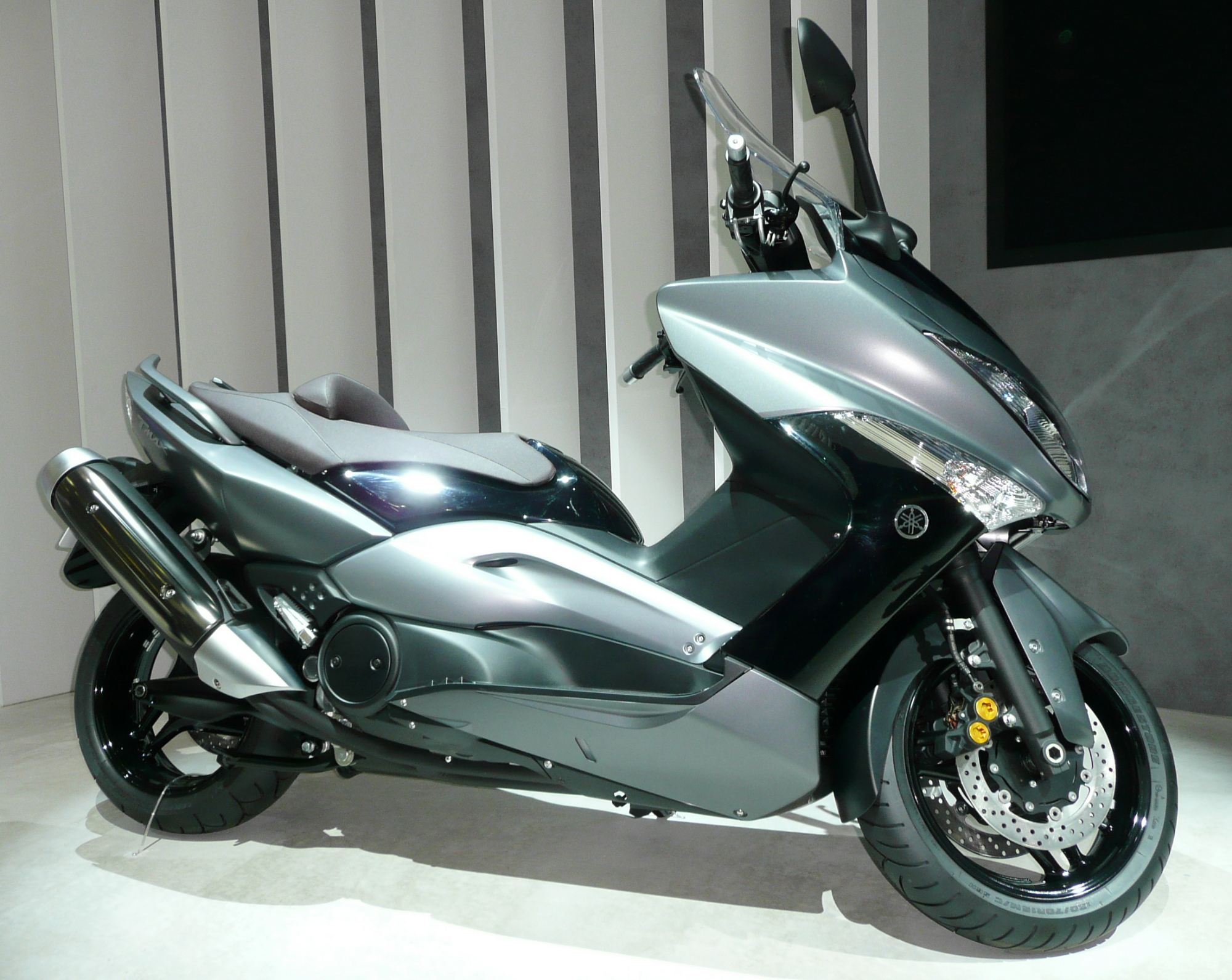
O tipo de motocicleta usada nos tiroteios, uma Yamaha TMAX.

Em 23 de março, Ange Mancini, conselheiro de inteligência do presidente Sarkozy, afirmou que Merah planejava matar outro soldado em Toulouse, mas chegou tarde demais e, em vez disso, atacou a escola judaica nas proximidades.
Os corpos das quatro vítimas foram transportados para Israel em 20 de março, acompanhados pelo ministro das Relações Exteriores da França, Alain Juppé. Eles foram sepultados por familiares no cemitério Har HaMenuchot em Jerusalém. Os dois filhos falecidos de Jonathan Sandler tinham dupla cidadania francesa e israelense, assim como a viúva de Sandler e seu filho sobrevivente.

### 19 a 22 de março: Caçada policial

Departamentos onde o alerta de terrorismo Vigipirate foi elevado ao nível máximo

A polícia realizou uma extensa operação de caçada ao suspeito. Foram instalados bloqueios rodoviários em Toulouse, e reforços de segurança foram posicionados em escolas judaicas e islâmicas por toda a França. Devido à identidade étnica das vítimas, que eram de origem judaica, norte-africana ou afro-caribenha, a polícia inicialmente suspeitou do envolvimento de neonazistas, que se opõem a esses grupos étnicos. Como Merah havia atraído pouca atenção da polícia ou dos serviços de segurança anteriormente, ele não foi inicialmente identificado como suspeito, mesmo após cometer mais assassinatos. Merah limpou os cartuchos e estojos deixados para evitar a identificação de impressões digitais ou DNA.
A busca pelo falso comprador da motocicleta do sargento Ibn-Ziaten começou a se concentrar no computador de Merah, quando verificações cruzadas revelaram que a proprietária do endereço IP em Toulouse tinha dois filhos na lista de vigilância antiterrorismo do governo. Merah perguntou a um mecânico de motocicletas em Toulouse sobre a remoção de um dispositivo de rastreamento antifurto GPS de sua moto e mencionou que havia acabado de repintá-la de branco. O mecânico alertou a polícia sobre as ações de Merah, que identificou a motocicleta como a usada nos ataques.

### 22 de março: Cerco e morte do perpetrador
Uma hora antes de a polícia cercar seu apartamento, Merah telefonou para o canal de televisão francês France 24. Ebba Kalondo, a editora que falou com ele, relatou que Merah sugeriu que seus "atos eram não apenas necessários, mas que foram realizados para defender a honra do Islã". Segundo Kalondo, "ele disse estar em conexão com a Al-Qaeda, que o que havia feito era apenas o começo. Ele afirmou ser contra a proibição de véus faciais na França e lutar contra a participação da França nas operações da OTAN no Afeganistão".
Às 03:00, hora local (02:00 UTC), a polícia tentou prender Merah em seu apartamento na Rua Sergent Vigné, no bairro Côte Pavée, em Toulouse. Merah disparou contra os policiais através da porta, ferindo três agentes no processo.
A unidade de elite antiterrorismo da polícia, em francês: Recherche Assistance Intervention Dissuasion ("Pesquisa, Assistência, Intervenção, Dissuasão" – RAID), cercou o prédio de cinco andares da década de 1960 pouco depois. Merah estava armado com um AK-47, um Uzi, um Sten, uma espingarda Winchester de calibre 12 de ação por bombeamento, três pistolas M1911, uma pistola 9mm Glock, e um revólver Colt Python .357 Magnum. A polícia encontrou armas adicionais em um Renault Mégane alugado estacionado perto do prédio. As autoridades evacuaram o prédio de cinco andares e os edifícios próximos, direcionando potentes holofotes ao prédio de Merah para ofuscá-lo e impedir que ele observasse as operações policiais. Eles cortaram o fornecimento de eletricidade e gás do prédio e desligaram as luzes da rua no bairro.
Merah trocou uma pistola M1911 por um walkie-talkie, conforme combinado com a polícia, e informou a localização de uma bolsa contendo a câmera usada para filmar seus ataques. A polícia prendeu um dos irmãos de Merah; outro se entregou à custódia. Armas e explosivos foram encontrados no carro de seu irmão. A mãe de Merah foi levada ao local para ajudar nas negociações, mas se recusou a se envolver, devido à sua falta de influência sobre ele.
Merah informou à polícia que pretendia se render às 22:45. O contato foi estabelecido nesse horário, mas Merah disse que não se entregaria sem lutar e que mataria policiais, se necessário. Na noite de 21 de março, explosões foram ouvidas no prédio, com o objetivo de intimidar Merah a se render. A polícia explodiu as persianas das janelas com uma granada, após o que dois tiros foram ouvidos. Não houve resposta de Merah até as 11:00 do dia seguinte. A polícia continuou com explosões em intervalos regulares, numa tentativa de desgastar Merah. Os agentes não sabiam se Merah estava vivo, pois ele não respondia às explosões durante a noite e na manhã de quinta-feira.

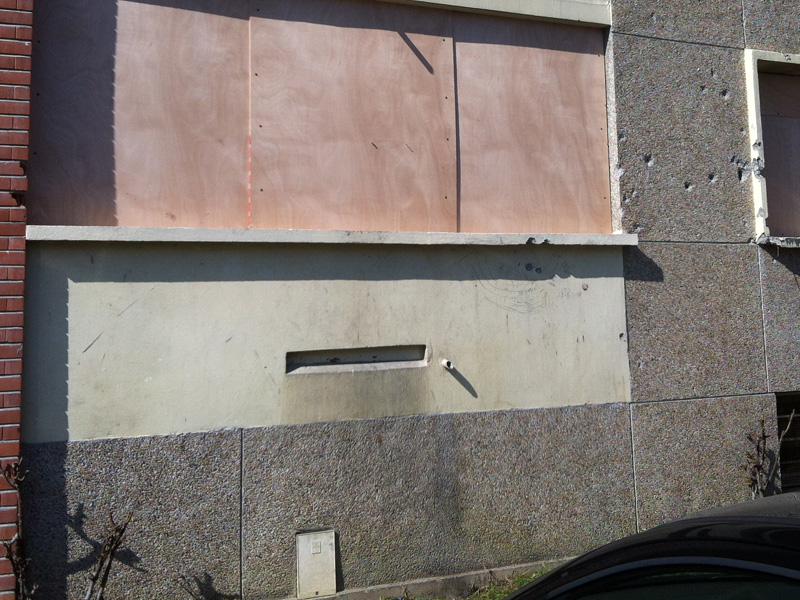
Fachada do apartamento de Merah

Às 10:30 de 22 de março, a polícia decidiu prender Merah. Eles jogaram granadas no apartamento, mas não houve resposta. Uma equipe de 15 operadores antiterrorismo especialmente treinados decidiu entrar no apartamento, primeiro pela porta e depois pelas janelas, cujas persianas haviam sido removidas durante a noite. A equipe usou dispositivos técnicos e equipamentos de vídeo para inspecionar os cômodos. Nenhuma presença foi detectada até que um dispositivo foi introduzido no banheiro. Nesse momento, Merah saiu atirando em rajadas longas e frequentes. Os policiais responderam ao fogo, e atiradores de elite posicionados em frente tentaram neutralizá-lo. Merah pulou pela janela com uma arma na mão e continuou atirando. Ele foi atingido na cabeça por um atirador de elite da polícia e foi encontrado morto no chão.
Menos de uma hora depois, as autoridades anunciaram à mídia em Toulouse que Merah estava morto. A morte de Merah foi posteriormente confirmada pelo presidente Sarkozy. A Agence France-Presse informou que três policiais foram feridos nos tiroteios, um dos quais sofreu ferimentos "relativamente graves". Merah foi encontrado com um colete à prova de balas, componentes de coquetéis molotov e peças de armas armazenadas em seu apartamento.
Durante o confronto com a polícia, Merah disse que pretendia continuar atacando e que amava a morte tanto quanto a polícia amava a vida. A polícia não confirmou sua alegação de ter conexões com a Al-Qaeda.

## Perpetrador
Mohammed Merah (em árabe: محمد مراح; 10 de outubro de 1988 – 22 de março de 2012) nasceu de pais franceses de origem argelina.

### Filmagens
Merah filmou todos os assassinatos usando uma câmera GoPro acoplada ao seu corpo. Ele criou um vídeo dos assassinatos com música e versos do Corão. Ele enviou o vídeo para a agência de notícias Al Jazeera. Após um pedido do presidente francês Nicolas Sarkozy, a Al Jazeera decidiu não transmitir o vídeo. Um dos vídeos mostra Merah atirando em dois soldados muçulmanos franceses em Montauban, gritando Allahu Akbar.

### Motivação
Antes da identificação de Merah como o atirador, o presidente francês Nicolas Sarkozy afirmou que a natureza antissemita do ataque à escola judaica parecia óbvia. Após a identificação de Merah, Sarkozy declarou que "a fé islâmica não tem nada a ver com as motivações insanas desse homem", uma visão compartilhada por outros. Merah admitiu motivações antissemitas durante o cerco policial.
Alguns meios de comunicação descreveram Merah como um "terrorista islâmico". Merah disse que se opunha à proibição do uso de burca na França e que "os judeus mataram nossos irmãos e irmãs na Palestina".
Ele também queria vingar a participação do Exército Francês na guerra no Afeganistão. Um editor da France 24 relatou que Merah afirmou que seus atos eram necessários para "defender a honra do Islã". Durante os assassinatos, Merah disse: "Vocês mataram meus irmãos, eu mato vocês". O jornalista Ed West descreveu isso como uma expressão de tribalismo, não de religião.
O irmão mais velho de Mohammed Merah, Abdelghani, afirmou que Mohammed foi criado em uma "atmosfera de racismo e ódio". Ele culpou a família pela atração de Mohammed pelo islamismo extremista ascendência antissemita. A irmã de Merah, Souad, disse: "Estou orgulhosa do meu irmão. Ele lutou até o fim... Judeus, e todos aqueles que massacram muçulmanos, eu os detesto". Abdelghani afirmou que, durante a infância, sua mãe frequentemente dizia que os árabes nasceram para odiar judeus, e que poderia haver mais "Mohammed Merahs" se as famílias continuassem a ensinar tal ódio. Em 2003, outro irmão, Abdelkader, esfaqueou Abdelghani sete vezes por ele se recusar a abandonar sua namorada judia e por desenvolver um problema com álcool.
Dan Bilefsky relacionou a raiva de Merah ao alto desemprego e à alienação de jovens imigrantes na França, dizendo que isso influenciou seu desenvolvimento como um autoproclamado jihadista. A jornalista canadense Rosie DiManno argumentou que Merah não era motivado por religião nem pelo tratamento de imigrantes na França. Ela observou que, embora Merah tivesse laços familiares com o islamismo militante (sua mãe era casada com o pai de Sabri Essid, preso em 2007 em uma casa segura da Al-Qaeda na Síria para militantes a caminho do Iraque), não havia evidências de que Merah estivesse envolvido com grupos militantes ou qualquer congregação religiosa. DiManno caracterizou Merah como um sociopata que "buscava grandeza póstuma" e adotou uma agenda terrorista como disfarce para sua raiva preexistente.
O jornalista Paul Sheenan criticou o que ele chamou de progressistas que se esforçaram para "dissociar a violência do Islã" quando foi revelado que o assassino era um muçulmano que apoiava a Al-Qaeda. Ele observou que Merah havia legendado seu filme dos tiroteios com versos do Corão invocando jihad e a grandeza do Islã antes de enviá-lo para a Al-Jazeera. Merah estudou o Corão enquanto esteve na prisão. Sheenan argumenta que Merah mirou especificamente soldados muçulmanos e judeus em um ataque premeditado. O conselheiro de inteligência do presidente Sarkozy afirmou que Merah não tinha como alvo inicial a escola judaica, mas a atacou após chegar tarde demais para emboscar um soldado nas proximidades.
De acordo com Christian Etelin, advogado de Merah desde que ele tinha 16 anos, Merah tinha "dificuldades psicológicas". Etelin afirmou que Merah foi abandonado pelo pai quando criança e que houve relatos de que ele se separou de sua esposa dias antes dos ataques. Etelin negou que Merah fosse islamista, sugerindo que ele poderia ter cometido os tiroteios durante um episódio de "esquizofrenia paranóide durante o qual ele se desconectou completamente da realidade". Bernard Squarcini, chefe da DRCI (agência de inteligência interna da França), declarou: "É preciso voltar à sua infância conturbada e aos problemas psiquiátricos. Realizar o que ele fez parece mais um problema médico e uma fantasia do que uma trajetória jihadista simples".
Documentos de inteligência revelaram posteriormente que Mohamed Merah fez mais de 1.800 ligações para mais de 180 contatos em 20 países diferentes, além de várias viagens ao Oriente Médio e ao Afeganistão. O Haaretz informou que esses fatos lançam dúvidas sobre a visão de Squarcini de Merah como uma figura solitária que não fazia parte de uma rede terrorista.

## Reações

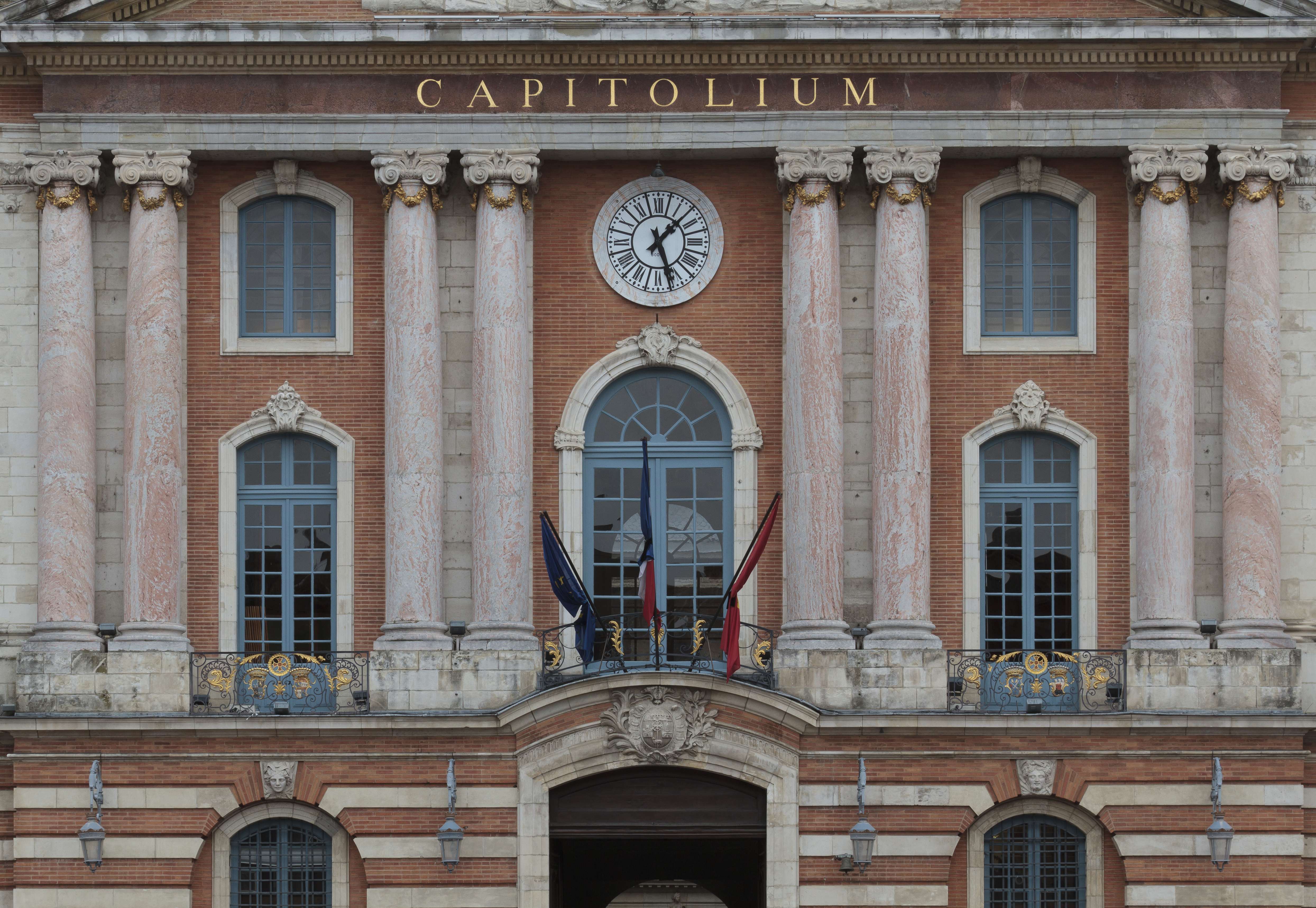
Bandeiras da União Europeia, da França e de Midi-Pyrénées em luto no en após os ataques.

Os ataques foram condenados por diversos governos ao redor do mundo. As Nações Unidas condenaram os assassinatos "nos termos mais fortes possíveis", e o Conselho Francês da Fé Muçulmana também condenou os ataques.
Em um discurso para jovens palestinos em um evento da UNRWA, a Alta Representante da União Europeia, Baronesa Ashton, disse: "Quando pensamos no que aconteceu hoje em Toulouse, lembramos o que aconteceu na Noruega há um ano, sabemos o que está acontecendo na Síria, e vemos o que está acontecendo em Gaza e Sderot e em diferentes partes do mundo – lembramos dos jovens e crianças que perdem suas vidas".
Ministros israelenses criticaram duramente a comparação de Ashton entre os assassinatos de Toulouse e a situação na Gaza. O primeiro-ministro Benjamin Netanyahu afirmou: "É impensável comparar um massacre com as ações cirúrgicas e defensivas do exército israelense contra aqueles que usam crianças como escudos humanos". Ashton disse que a cobertura da imprensa sobre seu discurso foi "grosseiramente distorcida" e que ela também havia mencionado as vítimas israelenses em Sderot, mas isso foi incorretamente omitido da transcrição original.
A Autoridade Palestina condenou os ataques como "crimes racistas". O primeiro-ministro palestino Salam Fayyad afirmou que os terroristas devem parar de tentar justificar seus atos de violência "em nome da Palestina".

### Reações na sociedade francesa
Em 19 de março, data do ataque à escola judaica, o presidente Sarkozy declarou o dia como "um dia de tragédia nacional". Tanto Sarkozy quanto François Hollande condenaram os ataques. Em 20 de março, cidades em toda a França observaram um minuto de silêncio em memória das vítimas da escola judaica. Dalil Boubakeur, reitor da Grande Mesquita de Paris, condenou os ataques. Gilles Bernheim, rabino-chefe da França, pediu o fortalecimento dos laços entre as comunidades judaica e muçulmana. Segundo o rabino Marc Schneier, milhares de muçulmanos e judeus participaram de marchas de solidariedade em Paris.
Muitas crianças judias na França tiveram medo de ir à escola após os tiroteios, e adolescentes judeus relataram temores de se vestir de maneira reconhecidamente judaica. Alguns políticos israelenses pediram que os judeus franceses emigrassem para Israel para escapar do antissemitismo na França.
Vários meios de comunicação franceses questionaram o papel dos serviços de segurança durante a operação e se mais poderia ter sido feito para prevenir os assassinatos. O especialista francês em contraterrorismo Christian Prouteau criticou a operação de cerco, sugerindo que gás lacrimogêneo poderia ter sido usado para capturar Merah vivo e reduzir a chance de ele atacar a polícia.
Nicholas Vancour relatou que, em Les Izards, uma "zona urbana sensível" com uma grande população árabe muçulmana, onde Mohamed Merah cresceu, a reação foi considerar Merah como "um dos seus, independentemente do que ele fez". Uma mulher expressou apoio à família de Merah; uma amiga da família manifestou simpatia por ele, mas disse que não aprovava suas ações. Um grupo de cerca de vinte jovens confrontou a polícia, e Mohamed Redha Ghezali, um jovem de 20 anos do bairro, foi condenado a três meses de prisão por elogiar as ações de Merah. Enquanto confrontava os policiais, o jovem disse: "Meu amigo Mohamed é um homem de verdade – pena que ele não conseguiu terminar o trabalho". Ele foi condenado por "provocar ódio racial" e "apologia ao terrorismo", e o procurador de Toulouse afirmou que a França "perseguiria sistematicamente" pessoas que expressassem apoio a Merah. Alguns jovens do bairro consideraram teorias da conspiração mais convincentes do que a ideia de que um dos seus poderia ser um assassino. Um movimento foi iniciado para organizar uma manifestação em apoio a Abdelkader Merah, que está preso, enfrentando acusações de cumplicidade em assassinato e conspiração para cometer atos de terrorismo.
O irmão mais velho de Mohammed Merah, Abdelghani, escreveu posteriormente um livro condenando a adoração de Mohamed como herói entre alguns jovens muçulmanos franceses. Ele relatou "gritos de alegria" e que pessoas estavam parabenizando sua mãe durante o velório de Mohammed.

### Marchas
Em 19 de março, milhares de pessoas marcharam silenciosamente em Paris em memória das vítimas dos tiroteios. Em 24 de março, centenas de pessoas se reuniram em Lyon e Rouen para prestar homenagem às vítimas em marchas silenciosas. Muitos carregavam cartazes dizendo "Nunca esqueceremos". Em Toulouse, 6.000 pessoas marcharam em 25 de março, incluindo o prefeito Pierre Cohen, o rabino-chefe da França Gilles Bernheim, e Hassen Chalghoumi, o imam de Drancy.
Pequenas manifestações em homenagem a Merah foram realizadas em conjuntos habitacionais, incluindo em sua cidade natal, Toulouse. Uma pequena marcha de cerca de 30 pessoas em tributo a Merah em Toulouse foi dispersada pela polícia francesa. A AGI relatou que a maioria dos manifestantes eram mulheres jovens usando burca, que é proibida em locais públicos na França. Algumas pessoas próximas ao assassino tentaram deixar flores do lado de fora de seu apartamento. Membros do grupo disseram que o gesto era para restaurar a dignidade da comunidade muçulmana de Toulouse e da família de Merah, e não para justificar suas ações; outros disseram que não queriam julgá-lo severamente e que a vilificação de Merah era injusta. O New York Times citou o prefeito de Toulouse, Pierre Cohen, afirmando que os rumores de muçulmanos organizando uma manifestação por Merah eram "falsos". Grafites em Toulouse com dizeres como "Viva Merah", "Vingança" e "Fora com o quipá" foram removidos após serem registrados.

### Críticas à mídia

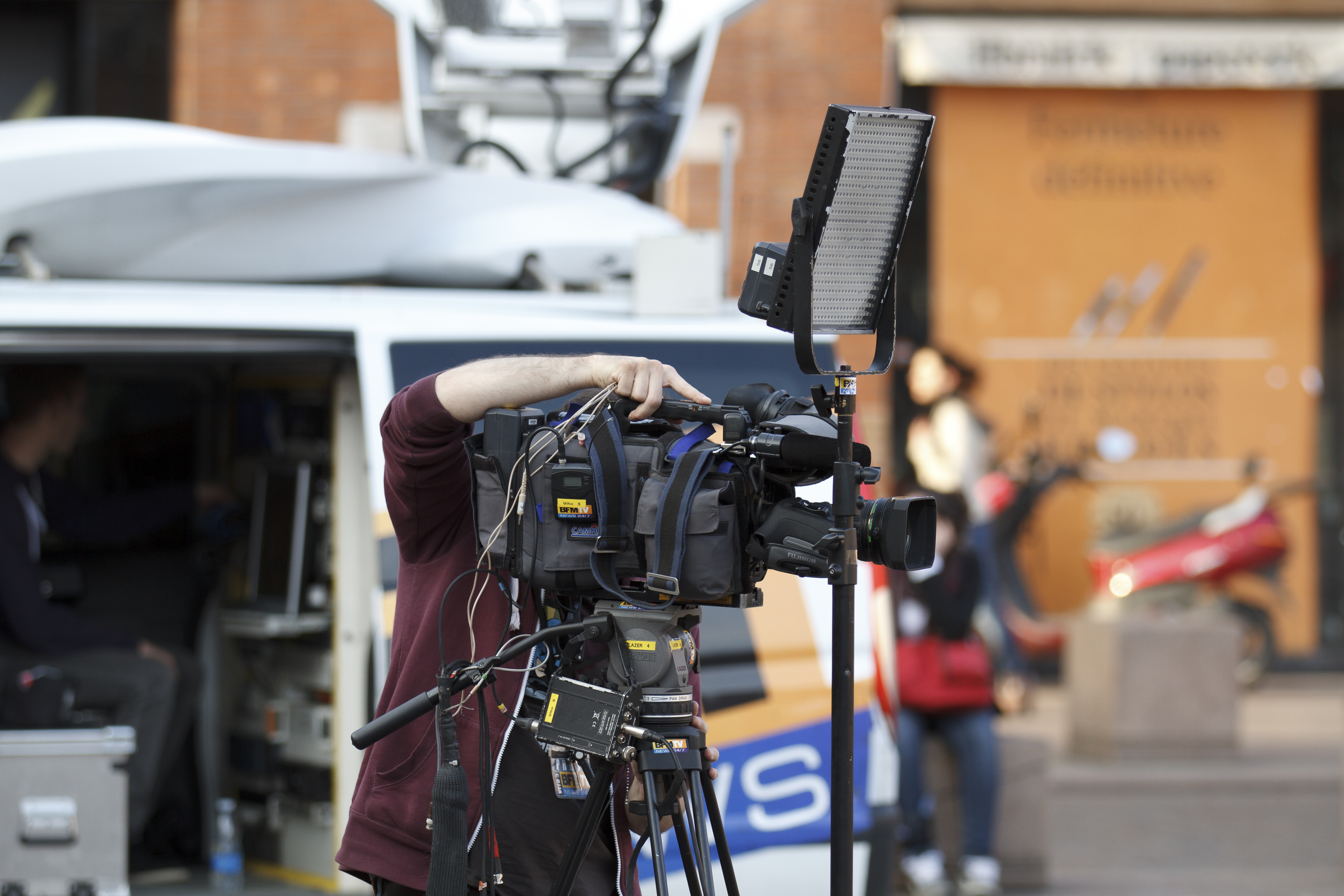
Câmera de notícias no centro de Toulouse após os tiroteios

Joel Braunold criticou o que chamou de "eliminação do antissemitismo do ataque de Toulouse" e a visão de que Merah "não era imbuído dos valores do Islã, nem movido por racismo e antissemitismo". Ele criticou a "desumanização das vítimas de Merah" e a maneira como alguns interpretaram os assassinatos como um símbolo de ataque à sociedade em geral. Braunold ficou perturbado com a "incapacidade de alguns de sequer mencionar o antissemitismo como causa", apesar de algumas das vítimas de Merah não terem sido escolhidas ao acaso, mas serem judeus.
A mídia também foi criticada por rotular erroneamente grupos de extrema-direita como responsáveis antes que o autor dos ataques fosse identificado.

## Consequências

### Medo de retaliação
Após os ataques, muitos muçulmanos franceses temeram a estigmatização da comunidade muçulmana e um aumento da islamofobia. O presidente Sarkozy também alertou contra a estigmatização de milhões de muçulmanos franceses por causa das ações de um único extremista.

### Proposta de lei sobre a internet
O presidente Sarkozy propôs uma nova lei que prenderia aqueles que visitassem repetidamente sites que promovessem terrorismo ou ódio. Segundo o The Times of India, especialistas jurídicos expressaram preocupação de que tal lei pudesse restringir a liberdade de expressão. A Repórteres Sem Fronteiras acusou Sarkozy de tentar criar um sistema de vigilância na internet.

### Incidentes antissemitas
A comunidade judaica francesa documentou 90 incidentes antissemitas nos 10 dias após o ataque de Merah. O Serviço de Proteção da Comunidade Judaica (Service de Protection de la Communauté Juive, SPCJ) registrou 148 incidentes antissemitas em março e abril, sendo 43 classificados como violentos. As autoridades também registraram 105 casos de intimidação e ameaças antissemitas durante esses dois meses. Túmulos judaicos foram vandalizados em Nice. O SPCJ afirmou que a situação era "profundamente preocupante" e refletia apoio ao ataque de Merah. O ministro do Interior, Manuel Valls, reuniu-se com representantes judaicos, prometendo maior proteção para instituições judaicas na França.
A polícia francesa investigou ameaças por e-mail e telefone recebidas pela equipe da escola nos dias seguintes aos ataques. Em 26 de março, um menino de 12 anos foi agredido e socado na nuca ao deixar sua escola Ozar Hatorah em Paris "por jovens recitando slogans antissemitas". Em um ataque, um homem judeu e seu amigo foram atacados por pessoas que se identificaram como palestinos, prometendo "exterminar" os judeus. Em Villeurbanne, três jovens usando quipás foram atacados com um martelo e barras de ferro ao deixarem uma escola judaica. O novo primeiro-ministro francês, Jean-Marc Ayrault, descreveu o ataque como "violência intolerável".

### Cúmplices
O irmão de Mohamed Merah, Abdelkader Merah, de 29 anos, foi detido após a morte de seu irmão e enfrentou acusações preliminares de cumplicidade em assassinato e conspiração para cometer atos de terrorismo. Os investigadores acreditavam que ele poderia ter auxiliado Mohamed na preparação dos assassinatos. O advogado de Abdelkader negou essas alegações, afirmando que relatos da imprensa de que Abdelkader expressou orgulho pelos atos de seu irmão eram falsos e que ele não estava ciente dos planos de Mohamed. Em Les Izards, onde alguns planejavam organizar uma manifestação em apoio a Abdelkader, muitos consideravam a ideia de um complô organizado pelos Merahs absurda.
Em 2017, Abdelkader Merah foi considerado culpado de "participar de uma conspiração terrorista criminosa". Ele foi condenado a 20 anos de prisão. Fettah Malki foi considerado culpado do mesmo crime e condenado a 14 anos de prisão.

### Prisão e expulsão de jihadistas
Em batidas policiais ao amanhecer em Toulouse e outras cidades, a polícia prendeu 19 supostos militantes ligados ao Forsane Alizza. Segundo a BBC, as prisões pareciam ser uma resposta aos tiroteios. Os indivíduos presos eram suspeitos de incitar violência e terrorismo, de acordo com o jornal Le Parisien. A CNN e a BBC relataram que as autoridades francesas não ligaram nenhum dos presos a Merah. O procurador francês negou qualquer ligação entre as prisões, que foram resultado de uma investigação iniciada em outubro de 2011, e os tiroteios. O presidente Sarkozy também afirmou que as prisões não estavam diretamente ligadas a Mohammed Merah.
Ao discutir a alienação e Les Izards, Nicholas Vinocur escreveu: "O medo é que possa haver mais Mohammed Merahs à espera na maior comunidade muçulmana da Europa, com cerca de cinco milhões de pessoas na França – uma preocupação que pode explicar parcialmente a prisão de 19 supostos islamistas militantes na sexta-feira, enquanto o governo de Sarkozy afirma um controle firme sobre a segurança". O professor Olivier Roy questiona se jovens desprivilegiados são vulneráveis ao terrorismo, escrevendo que "para cada simpatizante da Al-Qaeda, há milhares de muçulmanos que vestem o uniforme do Exército Francês e lutam sob a bandeira francesa".
Sarkozy solicitou que a polícia aumentasse a vigilância do "islamismo radical" em meio a crescentes preocupações com uma ameaça jihadista na França. Houve sugestões de que o governo e a DCRI estavam intensificando esforços para lidar com suspeitos de militância após críticas por terem permitido que Merah escapasse da rede de vigilância. A agência de inteligência doméstica apreendeu várias armas de fogo, incluindo cinco fuzis, quatro armas automáticas e três Kalashnikovs, além de um colete à prova de balas, durante as batidas. Autoridades francesas afirmaram que dois islamistas radicais foram deportados e três outros estavam programados para expulsão. Um imã malinês, que pregava antissemitismo e promovia o uso da burca, e Ali Belhadad, um argelino envolvido em um ataque em Marrakech em 1994, foram deportados. Dois imãs da Arábia Saudita e da Turquia e um suspeito militante tunisiano também estavam programados para expulsão da França. Uma fonte policial afirmou que alguns dos presos planejavam sequestrar um magistrado judeu.
Em 4 de abril, a polícia francesa prendeu 10 pessoas suspeitas de serem "militantes islamistas". Em 5 de abril, quatro delas foram libertadas após os promotores encontrarem evidências insuficientes para detê-las. Em 6 de abril, houve relatos de que a polícia francesa libertaria os últimos seis indivíduos também.
O ministro do Interior comentou: "Não aceitamos o extremismo islâmico. Esta não é uma nova política... mas após o que aconteceu em Toulouse e Montauban, temos que ser mais vigilantes do que nunca". O presidente Sarkozy disse que o objetivo era impedir a entrada de certas pessoas na França que não compartilhassem os valores do país e que, "Não está apenas ligado a Toulouse. É por todo o país. Está relacionado com uma forma de islamismo radical". Ele acrescentou que "mais extremistas muçulmanos suspeitos serão presos" e que, após os eventos traumáticos em Montauban e Toulouse, era necessário "tirar algumas conclusões".
O governo proibiu a entrada de seis líderes islamistas na França para uma conferência muçulmana que deveria ser realizada em Paris.